# Raymond E. S. Williamson

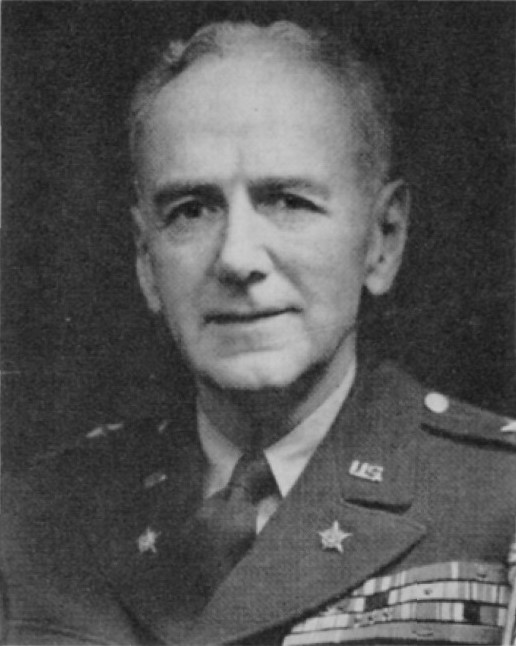
Raymond Williamson (1954)

Raymond Eccleston Serveira Williamson (* 1. September 1894 in Brooklyn, New York City, New York; † 27. September 1957 in Monterey, Monterey County, Kalifornien) war ein Brigadegeneral der United States Army. Er war unter anderem Kommandeur der 3. Panzerdivision.
Williamson war ein Sohn von Sidney T. S. Williamson (1865–1937) und dessen Frau Alice Josephine Williamson (1864–1936). Er besuchte die öffentlichen Schulen seiner Heimat einschließlich der High School und studierte dann für einige Zeit am Amherst College in Massachusetts. In den Jahren 1913 bis 1917 durchlief er die United States Military Academy in West Point. Nach seiner Graduierung wurde er als Leutnant der Kavallerie zugeteilt. In der Armee durchlief er anschließend alle Offiziersränge vom Leutnant bis zum Brigadegeneral.
Im Lauf seiner militärischen Karriere absolvierte Raymond Williamson verschiedene Kurse und Schulungen. Dazu gehörten unter anderem das Command and General Staff College und das United States Army War College. Außerdem studierte er in den Jahren 1922 und 1923 an der Harvard University.
Nach einer Ausbildung für den Kriegseinsatz wurde er Mitte 1918 während der Endphase des Ersten Weltkriegs nach Frankreich versetzt, wo er der 157. Feldartilleriebrigade zugeordnet wurde. Im weiteren Kriegsverlauf war er unter anderem an der Maas-Argonnen-Offensive beteiligt. Nach dem Ende der Kampfhandlungen wurde er zur 1. Infanteriedivision versetzt, mit der er bis Mitte 1919 im amerikanisch besetzten Teil Deutschlands stationiert war.
In den 1920er und 1930er Jahren absolvierte er den für Offiziere in den entsprechenden Rangstufen üblichen Dienst in verschiedenen Einheiten und Standorten. Dazu gehörten auch Aufgaben als Stabsoffizier in verschiedenen Hauptquartieren. Er war mehrfach als Dozent an der Militärakademie in West Point tätig. Zwischen dem 21. Juni 1940 und dem 26. Januar 1942 gehörte Williamson der Stabsabteilung G4 (Logistik) im Kriegsministerium an. In diese Zeit fiel der amerikanische Eintritt in den Zweiten Weltkrieg.
Von Februar bis August 1942 leitete er die Stabsabteilung G1 (Personal) der neu geschaffenen 23. Infanteriedivision, die auch unter dem Namen Americal Division (für American, New Caledonian Division) bekannt ist. Diese war im pazifischen Raum eingesetzt. Anschließend erhielt Williamson das Kommando über das General Service Command im südpazifischen Militäroperationsbereich. In seinem Befehlsbereich war er für die logistischen Belange der dort eingesetzten amerikanischen Heeresstreitkräfte verantwortlich. Dieses Kommando übte er bis Mitte November 1943 aus.
Anschließend kehrte er für kurze Zeit in die Vereinigten Staaten zurück. Im Januar 1944 wurde er zum Stab der 91. Infanteriedivision, die in Italien kämpfte, versetzt. Dort verblieb er bis Oktober 1945. Während der Zeit bis zum europäischen Kriegsende nahm er mit seiner Einheit am Vormarsch der Alliierten in Italien teil. Zwischen Oktober 1945 und Februar 1946 leitete Williamson die Stabsabteilung G3 (Operationen) der 2. Armee in Chicago. Danach war er bis zum 31. Mai 1949 Militärattaché an der amerikanischen Botschaft in Kanada.
Nach einer kurzen Zeit als Leiter der Abteilung G3 beim Armored Center in Fort Knox wurde Williamson als Assistant Commanding General zum Stab der 3. Panzerdivision versetzt. Am 11. Juni 1950 erhielt er den Oberbefehl über diese Division, den er bis Februar 1951 und nochmals zwischen Oktober 1951 und November 1952 innehatte. Diese Division war damals ebenfalls in Fort Knox stationiert.
Nach dem Ende seiner Zeit als Divisionskommandeur wurde Williamson als Militärattaché an die amerikanische Botschaft in London versetzt, wo er bis 1954 verblieb. Wenig später schied er aus dem aktiven Militärdienst aus.
Raymond Williamson verbrachte seinen Lebensabend zusammen mit seiner Frau Anne Bryan (1894–1969) in Monterey in Kalifornien. Im Juni 1957 wurde bei ihm Lungen- und Nierenkrebs festgestellt. Er starb am 27. September des gleichen Jahres an den Folgen der Krankheit und wurde auf dem amerikanischen Nationalfriedhof Arlington beigesetzt.

## Orden und Auszeichnungen
Raymond Williamson erhielt im Lauf seiner militärischen Laufbahn unter anderem folgende Auszeichnungen:
- Silver Star
- Legion of Merit
- Bronze Star Medal
- World War I Victory Medal
- Army of Occupation of Germany Medal
- American Defense Service Medal
- American Campaign Medal
- Asiatic-Pacific Campaign Medal
- European-African-Middle Eastern Campaign Medal
- World War II Victory Medal
- Army of Occupation Medal
- National Defense Service Medal
- Order of the British Empire (Großbritannien)
- Orden der Ehrenlegion (Frankreich)
- Orden der Heiligen Mauritius und Lazarus (Italien)
- Kriegskreuz (Belgien)